# Немтин, Александр Павлович
Алекса́ндр Па́влович Не́мтин (13 июля 1936, Пермь — 2 февраля 1999, Москва) — советский и российский композитор, один из пионеров электронной музыки в России.
Окончил музыкальную школу и училище в Перми, в 1960 году — Московскую консерваторию по классу композиции М. И. Чулаки. В дальнейшем занимался как композицией, так и математикой (изучал теорию чисел).
Имя Немтина прежде всего связывается с творчеством А. Н. Скрябина. В течение более двадцати лет изучая сочинения позднего периода творчества композитора, Немтин на основе его музыкальных и текстовых набросков создал «Предварительное действо» к его грандиозной «Мистерии». «Предварительное действо» состоит из трёх частей: «Вселенная», «Человечество» и «Преображение». Первая часть была исполнена в Москве в 1973 году под управлением К. П. Кондрашина, вторая и третья — в 1996-м. Немтин также написал балет «Нюансы» (1975) по поздним фортепианным сочинениям Скрябина и завершил одну из сцен неоконченной оперы композитора «Кейстут и Бирута».
Среди других работ Немтина — две симфонии (в том числе «Война и мир»; 1974), фортепианный (1956) и органный (1968) концерты, фортепианные сочинения, романсы, а также ряд электронных произведений, созданных в 1960-е годы.